# 劉士瑗
劉士瑗（1551年—1587年），字允玉，號華岳，江西吉安府廬陵縣民籍安福縣人，明朝政治人物。

## 生平
萬曆元年（1573年）癸酉科江西鄉試第十二名，萬曆五年（1577年）丁丑科會試第二百三十八名，登三甲第三十一名進士。授平湖知縣，擢升刑部主事，丁嫡母曾安人憂歸。十四年赴京候选，请求任职南方，遂改南京兵部武选司主事，赴任得寒疾，抵南而卒，年三十七。

## 家族
曾祖劉㻞；祖父劉潛，曾任累贈中憲大夫太僕寺少卿；父劉朝傑，曾任興化府通判。嫡母曾氏；生母鎦氏。具庆下。兄劉士理，壬午舉人。